# Drabescus nitobei
Drabescus nitobei är en insektsart som beskrevs av Matsumura 1912. Drabescus nitobei ingår i släktet Drabescus och familjen dvärgstritar. Inga underarter finns listade i Catalogue of Life.